# Strömmingsudden
Strömmingsudden är en udde i Finland.   Den ligger i den ekonomiska regionen  Lovisa  och landskapet Nyland, i den södra delen av landet, 70 km öster om huvudstaden Helsingfors. Strömmingsudden ligger på ön Kejvsalö.
Terrängen inåt land är platt.  Närmaste större samhälle är Lovisa, 15,4 km norr om Strömmingsudden. 